# Тур Таити
Тур Таити (англ. Tour Tahiti) — шоссейная многодневная велогонка, проходящая по территории Французской Полинезии / Таити с 1993 года.

## История
Гонка была создана в 1993 году по инициативе Рене Мальмезака. Изначально она называлась Tour de l'Amitié de Tahiti, затем Tour de Polynésie, а в настоящие время Tour Tahiti Nui
В 2018 году вошла в созданный календарь Pacific Open Road and Mountain Bike Calendar который направлен на развитие велоспорта в Тихом океане.
В 2020 и 2021 годах гонка была анонсирована, но в обоих случаях были отменены из-за пандемии COVID-19.
Гонка длится от 5 до 9 дней, в течение некоторых из которых может проводится по два полуэтапа. Её маршрут проходит по территории двух островов Французской Полинезии (которая является заморской территорией Франции) — главному Таити и соседнему Муреа, и финиширует практически всегда в столице, городе Папеэте. Может включать пролог и/или индивидуальную гонку Присутствует несколько категорийных подъёмов, главным из которых является подъём до Пунаауйи с максимальным градиентов 13%. Протяжённость этапов составляет 100—120 км для обычных и 40—60 км для полуэтапов. Общая протяжённость дистанции варируется в интервале от 400 до 800 км в зависимости от продолжительности гонки.
В гонке участвуют представители таких стран как Австралия, Гуам, Новая Зеландия, Нидерланды, Новая Каледония, Франция, Чили. Среди победителей были участники Олимпийских игр и Гранд-туров.
Организатором выступает Федерация велоспорта Таити (FCT) при поддержки и по регламенту UCI и Федерации велоспорта Франции.

## Призёры
| Год                        | Победитель        | Второй                   | Третий                 |          |
| -------------------------- | ----------------- | ------------------------ | ---------------------- | -------- |
| Tour de l'Amitié de Tahiti |                   |                          |                        |          |
| 1993                       | Дэниель Хеннесси  |                          |                        |          |
| 1994                       | Пол Гэлбрат       |                          |                        |          |
| 1996                       | Джино Моиссон     |                          |                        |          |
| 1997                       | Дэниель Хеннесси  |                          |                        |          |
| 1998                       | Грегуар Даулни    |                          |                        |          |
| 1999                       | Франк Пьеррон     |                          |                        |          |
| 2000                       | Оливье Боннас     |                          |                        |          |
| 2001                       | Жан-Шарль Гоеч    |                          |                        |          |
| 2002                       | Жан-Шарль Гоеч    |                          |                        |          |
| 2003                       | Робин Нил Рид     |                          |                        |          |
| 2004                       | Аарон Стронг      |                          |                        |          |
| 2005                       | Гонсало Гарридо   |                          |                        |          |
| 2006                       | Манараи Лоран     |                          |                        |          |
| 2007                       | Кристофер Дженнер |                          |                        |          |
| 2008                       | Люк Дейл          | Эрик Дровер              | Манараи Лоран          |          |
| 2009                       | Гонсало Гарридо   | Луис Фернандо Сепульведа | Патрисио Альмонасид    |          |
| 2010                       | Гонсало Гарридо   | Педро Пальма             | Антонио Кабрера Торрес |          |
| 2012                       | Таруиа Крайнер    | Кристофер Эйткен         | Том Паттон             |          |
| Tour de Polynésie          |                   |                          |                        |          |
| 2013                       | Бенжамин Харви    |                          |                        |          |
| 2014                       | Бенжамин Харви    |                          |                        |          |
| Tour Tahiti Nui            |                   |                          |                        |          |
| 2015                       | Рин Схурхёйс      | Кевин Пириу              | Жоффруа Миллурд        |          |
| 2016                       | Лоик Лебувье      |                          |                        |          |
| 2017                       | Жюльен Бюиссон    | Раймана Матаоа           | Энрик Лебарс           |          |
| 2018                       | Таруиа Крайнер    | Жюльен Бюиссон           | Максим Уррут           |          |
| 2019                       | Аксель Карньер    | Николя Брейяр            | Райанн Лачени          |          |
| 2020                       | отменено          | отменено                 | отменено               | отменено |
| 2021                       | отменено          | отменено                 | отменено               | отменено |
| 2022                       | Жюльен Трарье     | Райанн Лачени            | Кахири Энделер         |          |
| 2023                       | Райанн Лачени     | Флориан Баркет           | Оливье Леруа           |          |